# Солоновка (Смоленский район)
Солоновка — село в Смоленском районе Алтайского края. Административный центр Солоновского сельсовета. 

## География
Расположено в 45 км к юго-западу от села Смоленское и в 160 км к юго-юго-востоку от Барнаула, на границе равнинной зоны и предгорья Алтайских гор. Находится на левом берегу реки Песчаная, через село протекают её притоки Солоновка и Землянуха.

## История
Основано в 1626 году. В 1928 году состояло из 1015 хозяйств, основное население — русские. В административном отношении являлось центром Солоновского сельсовета Сычевского района Бийского округа Сибирского края.

## Население
| 1926  | 1997  | 1998  | 1999  | 2000  | 2001  |
| ----- | ----- | ----- | ----- | ----- | ----- |
| 5420  | ↘1681 | ↘1658 | ↘1617 | ↗1626 | ↘1541 |
| 2002  | 2003  | 2004  | 2005  | 2006  | 2007  |
| ↘1429 | ↗1481 | ↘1419 | ↗1421 | ↘1371 | ↘1330 |
| 2008  | 2009  | 2010  | 2011  | 2012  | 2013  |
| ↘1327 | ↗1364 | ↘1311 | ↘1302 | ↘1296 | ↘1268 |

Национальный состав
Согласно результатам переписи 2002 года, в национальной структуре населения русские составляли 97 %.

## Известные уроженцы, жители
- Фефёлов, Николай Афанасьевич (1925-?) — советский хозяйственный и государственный деятель, лауреат Государственной премии СССР за выдающиеся достижения в труде.

## Предприятия
Сыроварня "Солоновкино"

## Достопримечательности

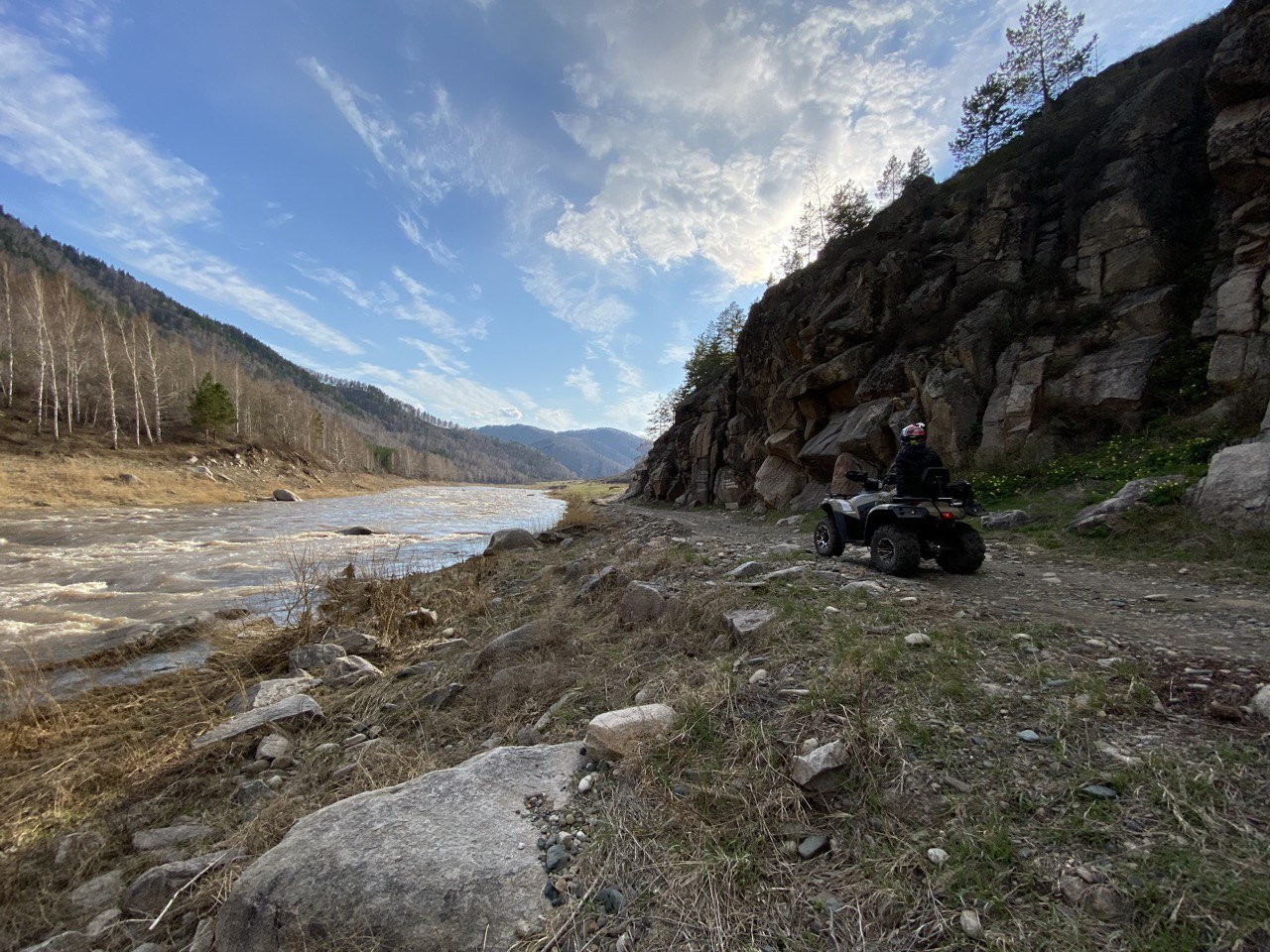
Урочище Щёки каньона реки Песчаная

Урочище Щеки - каньон реки Песчаная.

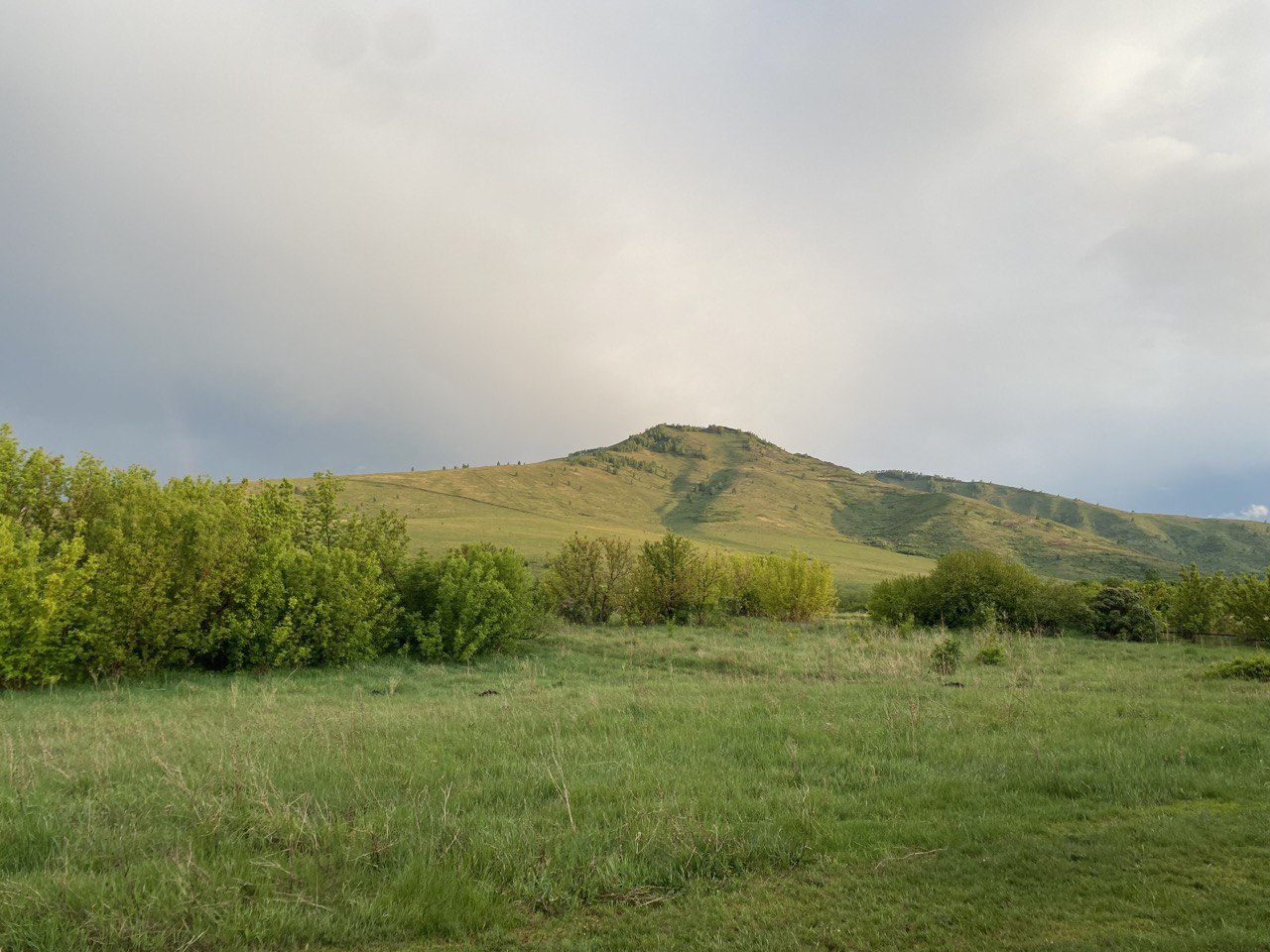
гора Толстуха село Солоновка Смоленского района Алтайского края

Гора Толстуха.
Гора Татарник.

## Туризм
Центр парапланеризма "Бобровая Заимка" - обучение, соревнования.
Сплавы по реке Песчаная.
Туры на квадроциклах, мотоциклах, джипах, пешие походы.
Культурно-туристический центр "Любоград" - фестивали народной культуры, семейные лагеря, народные праздники.
Туристические базы : "Кержацкие палати", "Любоград", усадьба "Три А", кемпинг "Бобровая заимка", "КуБа"
Мероприятия: трейл забег "Солоновский серпантин" (в мае), фестиваль "Поющая Песчаная" (в июле), ярмарка "Солоновские закрома" (в августе).